# Det heliga hjärtats kapell
Det heliga hjärtats kapell (finska: Pyhän sydämen kappeli) är en kyrka i stadsdelen Berghäll i Helsingfors. Den invigdes år 1906. Kyrkan används av Suomen Luterilainen Evankeliumiyhdistys.

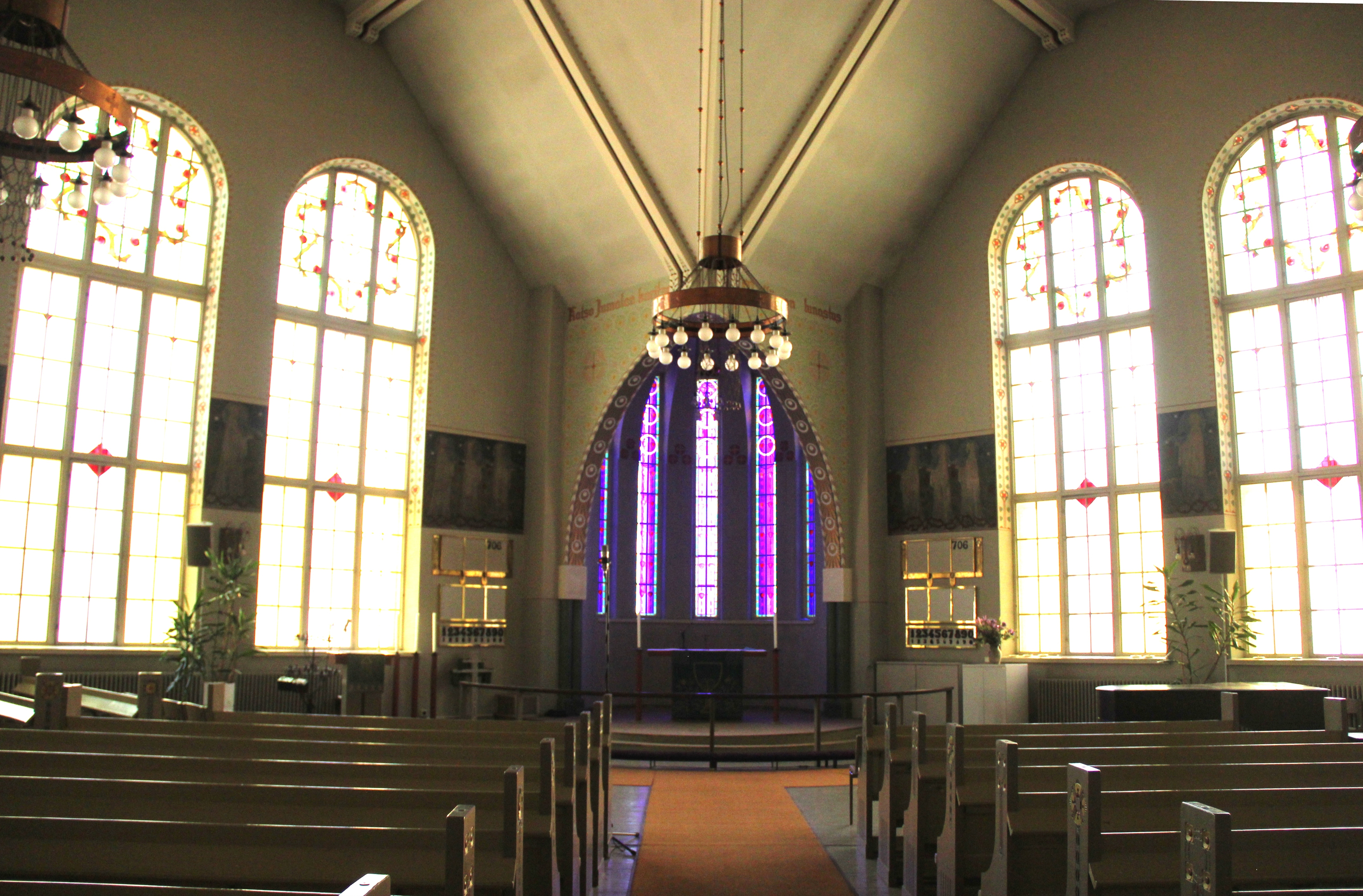
Kyrkosalen mot altaret.
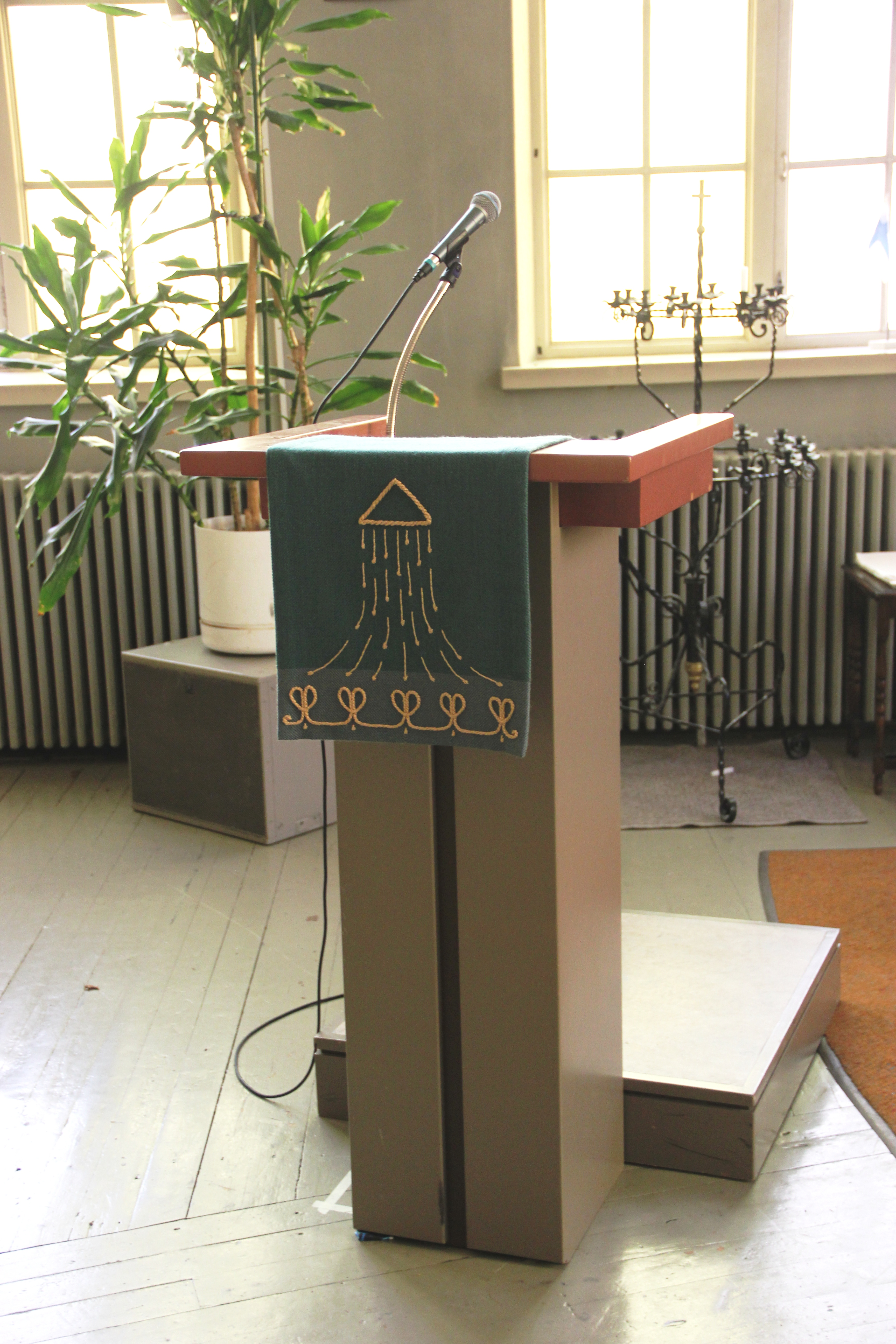
Predikstolen.
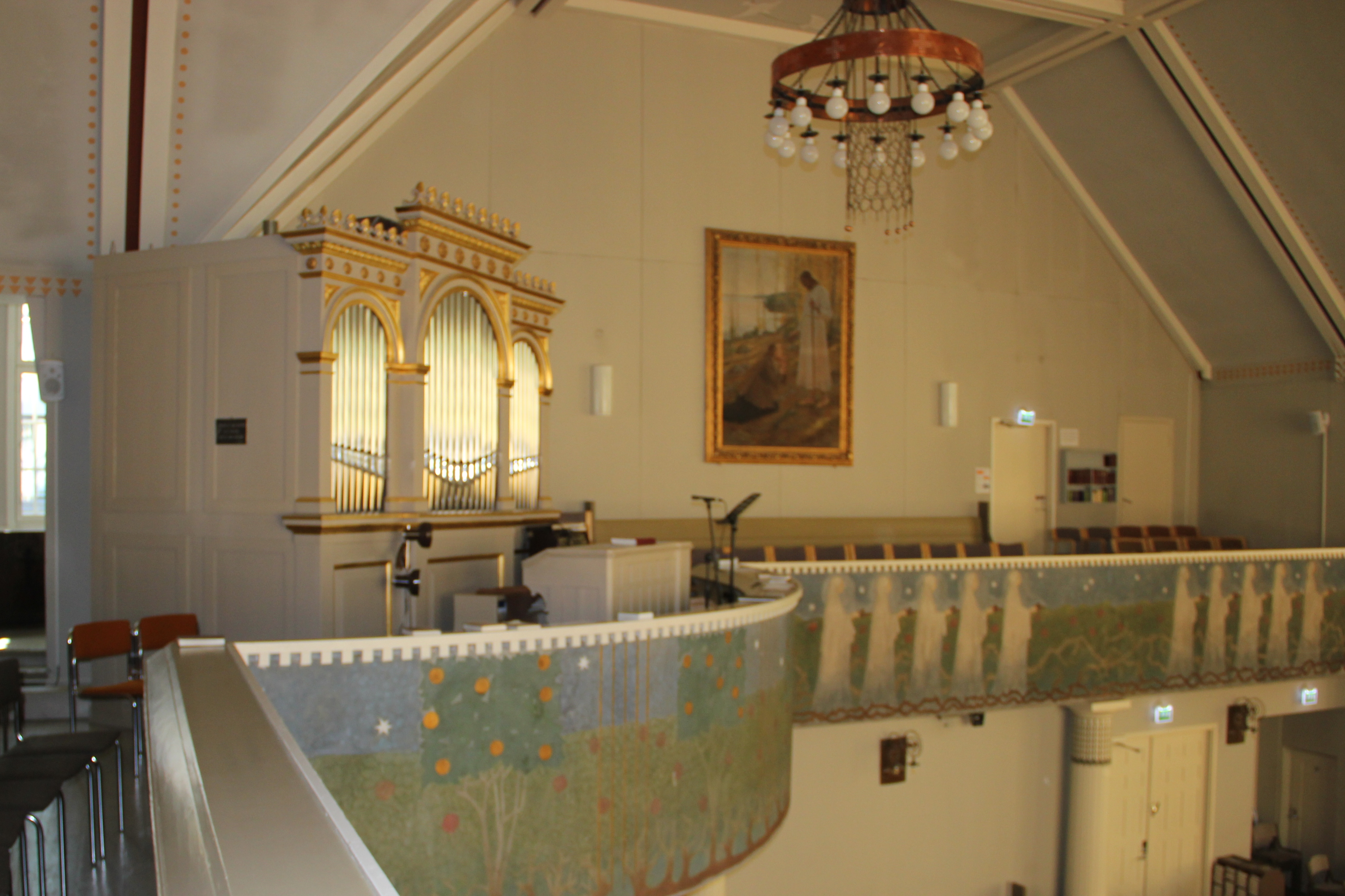
Setterqvist-orgel, hämtat ursprungligen från Sverige.